# Marie-Daniel Dadiet
Marie-Daniel Dadiet (* 9. September 1952 in Bolilié, Elfenbeinküste; † 2. Oktober 2023 in Paris, Frankreich) war ein ivorischer Geistlicher und römisch-katholischer Erzbischof von Korhogo.

## Leben
Marie-Daniel Dadiet empfing am 8. Juli 1979 die Priesterweihe.
Papst Johannes Paul II. ernannte ihn am 22. Mai 1998 zum Titularbischof von Sitipa und Weihbischof in Korhogo. Der Erzbischof von Korhogo, Auguste Nobou, spendete ihm am 11. Oktober desselben Jahres die Bischofsweihe; Mitkonsekratoren waren Maurice Konan Kouassi, Bischof von Odienné, und Jean-Marie Kélétigui, Bischof von Katiola.
Der Papst ernannte ihn am 10. Oktober 2002 zum Bischof von Katiola. Am 12. Mai 2004 wurde er zum Erzbischof von Kohrogo ernannt und am 11. Juli desselben Jahres in das Amt eingeführt. 
Am 12. Oktober 2017 nahm Papst Franziskus seinen vorzeitigen Rücktritt an.